# Micropilina minuta
Micropilina minuta är en blötdjursart som beskrevs av Warén 1989. Micropilina minuta ingår i släktet Micropilina och familjen Micropilinidae. Inga underarter finns listade i Catalogue of Life.